# Attributs primés
Dans la course camarguaise, les attributs primés sont les éléments accrochés aux cornes et au frontal du taureau castré appelé cocardier (ou biòu) que les raseteurs doivent décrocher à l'aide d'un crochet pour obtenir des points et des primes.

## Description

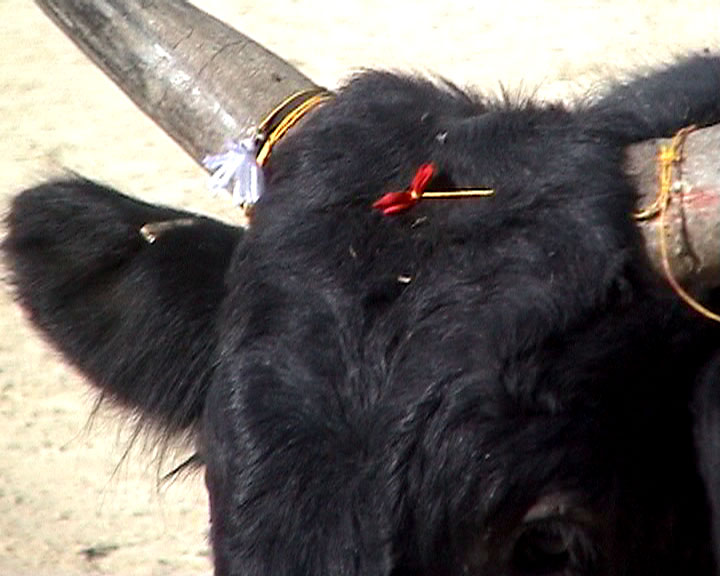
Les attributs : la cocarde, le gland et les ficelles.

Ils se composent de la cocarde, petit ruban de tissu rouge qui donne son nom à l'animal, de deux glands ou pompons de laine blanche, du frontal (ficelle reliant la base des deux cornes sur la face postérieure du front) et de deux ficelles placées sur les cornes.
La cocarde était autrefois associée à l'esprit clair et droit puisqu'on disait d'un vin qui monte à la tête : « Il pique la cocarde. »
Les glands, introduits à partir des années 1920 pour agrémenter le jeu, évoqueraient les organes génitaux perdus du cocardier. Un biòu qui rentre au toril sans ses attributs est considéré comme humilié tandis que l'animal qui a réussi à défendre tous ses attributs est raccompagné au toril sur l'air de l'ouverture de Carmen comme un toréro.
Les ficelles sont les derniers éléments qui ont été introduits dans la course pour ajouter à la difficulté. Elles ont une valeur maximale pour le raseteur tant au point de vue pécuniaire qu'au point de vue de la compétition. Il arrive d'ailleurs que certains manadiers trichent pour augmenter la difficulté et taillent une légère encoche dans la corne de l'animal pour coincer la ficelle ou font un nœud.
Chaque attribut a une valeur en points : la coupe de la cocarde vaut 2 points, l'enlèvement de la cocarde et des glands 1 point par attribut, la coupe du frontal 1 point, l'enlèvement de chaque ficelle 4 points. Ils ont également une valeur pécuniaire qui peut être importante. On cite, par exemple, à Arles en 1991, la première ficelle du cocardier Président, issu de la manade Saumade, qui était primée 7 000 francs, mais que personne n'a pu décrocher.
Ces primes sont considérées comme rémunérations de travail par les URSSAF depuis 1995.